# Dysstroma transbaicalensis
Dysstroma transbaicalensis är en fjärilsart som beskrevs av Heydemann 1929. Dysstroma transbaicalensis ingår i släktet Dysstroma och familjen mätare. Inga underarter finns listade i Catalogue of Life.